# Nguyễn Thị Mỹ Hạnh
Nguyễn Thị Mỹ Hạnh (sinh ngày 28 tháng 8 năm 1997) là một đô vật vật tự do người Việt Nam. Cô ấy đã giành được 1 huy chương vàng tại Đại hội Thể thao Đông Nam Á và 1 huy chương đồng tại Đại hội Thể thao châu Á.

## Sự nghiệp
Phạm Thị Mỹ Hạnh giành được 1 huy chương đồng ở nội dung Vật tự do nữ hạng cân 62 kg tại Đại hội Thể thao châu Á 2018 được tổ chức tại Jakarta, Indonesia. Vào thời điểm đó, cô ấy đã thua ở trận tranh huy chương đồng trước đô vật Risako Kawai của Nhật Bản, nhưng sau đó, Mỹ Hạnh được trao huy chương đồng sau khi người dành huy chương vàng ban đầu, Pürevdorjiin Orkhon của Mông Cổ, bị tước huy chương sau khi có xét nghiệm dương tính với chất cấm.
2019, Phạm Thị Mỹ Hạnh giành được huy chương vàng ở nội dung Vật tự do nữ hạng cân 62 kg tại Đại hội Thể thao Đông Nam Á được tổ chức tại Philippines.